# 空氣殺人
《空氣殺人》（韓語：공기살인）是2022年上映的一部韓國劇情片，本片改編自電影《希望：為愛重生》、《失控隧道》等原作者蘇在元作家的小說《菌》，劇本由《No Breathing》的趙容善導演負責編寫，花費相當長的時間請教各領域專家和相關人士深入研究和考察才完成。作品背景改編自南韓史上最嚴重環境毒害事故加溼器殺菌劑事件，此次事件造成超過100萬人染上肺病，更讓2萬多人因此死亡。

## 背景
1994年有企業推出針對加溼器的殺菌產品，這在韓國最早也是唯一上市流通的產品，銷量約千萬桶，成為家庭的必需品。2011年春天一名患者死於不明原因的急性肺病，進行病理調查後發現加濕器殺菌劑是造成致命的原因。接連出現多名患者死於急性肺病，幾經波折後真相大白，令人震驚的是企業方明知產品會危害健康，卻為了自身利益而持續量產，國家更還批准產品的上市。

## 演員

### 主要演員
- 金相慶 飾演 鄭泰勳
- 李先彬 飾演 韓英珠
- 尹敬浩 飾演 徐宇植
- 徐令姬 飾演 韓吉珠

### 其他人物
- 李智勳 飾演 李仁浩，鄭泰勳的同僚
- 金河彥 飾演 民宇，鄭泰勳之子
- 鄭昊彬 飾演 任惜訓，部長檢察官
- 李宥俊 飾演 楊系長
- 鄭義甲 飾演 秋成模博士，替O2進行毒性檢驗的專家
- 張海頌 飾演 李代理，徐宇植的助手
- 張赫鎮 飾演 殺菌劑企業代表
- 宋英奎 飾演 鄭京漢，前檢察長/現任律師，企業代表律師
- 張光 飾演 朴議員
- 金英雄 飾演 張泰成教授，化學專家
- 金景植 飾演 保健福祉部職員
- 陳善美 飾演 環境部職員
- 沈完俊 飾演 疾病管理組長
- 林正雲 飾演 食品藥品安全部職員
- 南明烈 飾演 吳宗學教授，第一個發現PHMG導致間質性肺病的醫師
- 金正泰 飾演 韓賢鍾，第1個受害者雙胞胎的爸爸
- 趙秀荷 飾演 知英，第2個受害者奶奶家的孫女
- 成炳淑 飾演 池英模（受害者家屬）
- 趙瑞厚 飾演 恩靜

## 外部連結
- NAVER上《空氣殺人》的資料
- Daum上《空氣殺人》的資料

- 韩国电影数据库（KMDb）上《空氣殺人》的資料